# Alimento simbiótico
Se habla de alimentos funcionales simbióticos cuando se refiere a aquellos que contienen una mezcla de productos alimenticios prebióticos (fructanos o bifidobacterias) y probióticos (L. casei y L. acidophilus). Por regla general deberían contener un componente prebiótico que favorezca el efecto del alimento probiótico asociado, como puede ser la asociación de la oligofrutosa a las bifidobacterias. Por regla general los alimentos simbióticos son lácteos en forma líquida que pueden ser bebidos, su aspecto externo es el de un yogur.
El nombre alimento simbiótico es una adaptación del término "synbiotic" en inglés. El término "synbiotic" viene del acrónimo formado por los términos ingleses "synergy" y "pre/probiotic".

## Características
Estos alimentos contienen bacterias que se combinan con la flora intestinal y de esta manera fortalecen el sistema inmune ante la posible acción de enfermedades, además de tratar la diarrea crónica.Es necesaria la unión de probióticos y prebióticos.